# Аеропорт-Домодєдово (платформа)
Аеропорт-Домодєдово — зупинний пункт/пасажирська платформа Павелецького напрямку Московської залізниці. Є тупиковим на відгалуженні від головного ходу Домодєдово — Аеропорт-Домодєдово. Платформа розташована в межах станції Космос, в її парку Аеропорт з двох колій.
З 1965 року є транспортним вузлом однойменного аеропорту.
Єдина залізнична платформа з трьох головних аеропортів, до якої курсують звичайні електропотяги від Москва-Пасажирська-Павелецька за звичайними зонними тарифами. З 2002 року також працює беззупинний Аероекспрес. Час руху експреса — близько 40 хв.